# Exam (film)
Pour plus de détails, voir Fiche technique et Distribution.
Exam est un thriller psychologique britannique écrit et réalisé par Stuart Hazeldine, sorti en 2009.

## Synopsis
Des candidats soignent leur apparence pour passer un examen pour être embauché par une importante société. Un seul poste est proposé.
Ils entrent dans une salle et s'assoient à leurs tables respectives. Sur chaque table se trouvent un crayon et une feuille blanche sur laquelle est écrit le mot « Candidat » suivi d'un nombre de 1 à 8. Un examinateur, représentant de la société, explique que l'examen dure 80 minutes et consiste à répondre à une question. Il ajoute qu'il n'y a que trois règles : ne pas parler au surveillant de l'examen ni à l'examinateur, ne pas gâcher son papier (intentionnellement ou non), ne pas sortir de la salle quelle qu'en soit la raison. Si un candidat transgresse l'une de ces règles, il est disqualifié et emmené de force vers la sortie par le surveillant qui est un gardien armé, posté près de l'entrée. Pour terminer, l'examinateur demande s'ils ont des questions à poser. Personne ne répondant, l'examen commence.
Les candidats tournent leur feuille et remarquent qu'elle est vierge. Une candidate commence à écrire quelques mots sur sa feuille, mais elle est aussitôt disqualifiée car elle a gâché son papier. Puis un candidat découvre que lui et les autres peuvent se parler et donc travailler ensemble. Ce candidat propose d'attribuer des surnoms basés sur les apparences physiques aux candidats restants : lui-même sera Blanc, il y a aura Noir, Blonde, Brunette, Basané, Châtain et Sourd (ce dernier semble autiste et ne prête pas attention aux autres).
Les candidats pensent que la question est invisible et que pour la voir, il faut utiliser des lumières particulières, ou des liquides, mais ceci s'avère sans effet. Blanc semble travailler avec le groupe mais en réalité il tente de disqualifier ses camarades : ainsi Brunette et Sourd sont éliminés. Peu après, Blanc déclare qu'il connaît la question.
En discutant, les candidats réalisent que la société qui a réalisé cet examen aurait créé un remède miracle contre les effets d'une pandémie virale.
Noir frappe Blanc et l'attache sur une chaise. Blanc révèle qu'il est atteint du virus et qu'il a besoin d'une pilule mais personne ne le croit. Châtain semble en savoir beaucoup sur la société en question et Basané la menace de torture. Elle révèle qu'elle travaille aux ressources humaines mais qu'elle a postulé comme les autres candidats afin d'obtenir un poste d'un niveau supérieur. Blanc est pris de convulsions, ce qui semble indiquer qu'il est malade. Basané a caché son remède sous la table, mais après une dispute, le médicament tombe sous une plaque. Peu après, Châtain est disqualifiée car elle a demandé de l'aide au surveillant.
Blonde réussit à récupérer le médicament et le donne à Blanc qui reprend conscience. Noir prend le pistolet du garde mais l'arme ne marche pas. Blanc réussit à le prendre et découvre qu'il faut utiliser la main du garde pour pouvoir tirer. Basané sort donc de la salle et Noir s'apprête à le faire quand Blonde demande à la salle d'éteindre les lumières. Noir tente d'empêcher Blanc de le tuer mais il est touché par une balle.
Le temps alloué (80 minutes) étant écoulé, Blanc demande à l'examinateur pourquoi rien ne se passe mais il est disqualifié : il découvre que Sourd avait modifié le compteur des minutes en le faisant avancer plus vite que prévu. Il ne reste plus dans la salle que Blonde qui constate que Sourd utilisait ses lunettes et un morceau de verre cassé sur la feuille d'examen mais cela avait été ignoré des candidats. Elle découvre alors, écrit de manière microscopique, la mention : Question 1.
Blonde comprend que Question 1 fait référence à la question de l'examinateur (« Avez-vous des questions ? »). Elle s'approche du garde et de l'examinateur qui vient de revenir dans la salle ; sans faiblir elle lui déclare « non ». Puis Sourd entre dans la pièce. L'examinateur révèle que Sourd est le directeur de la compagnie et qu'il a découvert un remède contre le virus. Il révèle aussi que la balle qui a touché Noir en contenait également. Noir n'est pas mort et revient à lui. Avec ce médicament, la compagnie avait besoin de quelqu'un sachant faire face à des difficultés mais également quelqu'un de compatissant : c'est ce que Blonde a prouvé tout au long de l'examen. Elle accepte le job proposé.

## Fiche technique
- Titre : Exam
- Réalisation : Stuart Hazeldine
- Scénario : Simon Garrity, Stuart Hazeldine
- Musique : Stephen Barton
- Montage : Mark Talbot-Butler
- Société de production
- Société de distribution : Atypik Films
- Pays d'origine :  Royaume-Uni
- Lieu de tournage :
- Durée : 101 minutes.
- Dates sortie :
  -  Royaume-Uni : 2009 (Festival international du film d'Édimbourg), 8 janvier 2010
  -  France: 3 octobre 2012

## Distribution
- Adar Beck : Châtain
- Gemma Chan : Chinoise
- Nathalie Cox : Blonde
- John Lloyd Fillingham : Sourd
- Chukwudi Iwuji : Noir
- Pollyanna McIntosh : Brunette
- Luke Mably : Blanc
- Jimi Mistry : Basané
- Colin Salmon : l'examinateur
- Chris Carey : le surveillant